# Củ Chi (huyện)
Củ Chi (糾支) là một huyện ngoại thành cũ thuộc Thành phố Hồ Chí Minh, Việt Nam.

## Địa lý
Huyện Củ Chi nằm ở phía tây bắc Thành phố Hồ Chí Minh, cách trung tâm thành phố khoảng 33 km. Sông Sài Gòn chảy qua phía đông huyện, tạo thành một đoạn ranh giới giữa Thành phố Hồ Chí Minh và tỉnh Bình Dương. Huyện có vị trí địa lý:
- Phía đông giáp các thành phố Thủ Dầu Một và Thuận An thuộc tỉnh Bình Dương qua sông Sài Gòn
- Phía tây giáp thị xã Trảng Bàng, tỉnh Tây Ninh và huyện Đức Hòa, tỉnh Long An
- Phía nam giáp huyện Đức Hòa, tỉnh Long An và huyện Hóc Môn, Thành phố Hồ Chí Minh
- Phía bắc giáp thành phố Bến Cát và huyện Dầu Tiếng thuộc tỉnh Bình Dương qua sông Sài Gòn.

Huyện có diện tích 434,77 km², dân số năm 2019 là 462.047 người, mật độ dân số đạt 1.063 người/km².
Huyện Củ Chi nằm trong vùng chuyển tiếp giữa miền Tây Nam Bộ và Đông Nam Bộ, với độ cao giảm dần theo 2 hướng tây bắc, đông nam và đông bắc, tây nam. Độ cao trung bình so với mặt nước biển từ 8 m - 10 m.

### Điều kiện tự nhiên
Huyện Củ Chi có hệ thống sông ngòi, kênh rạch khá đa dạng. Sông Sài Gòn chịu chế độ ảnh hưởng dao động bán nhật triều, với mực nước triều bình quân thấp nhất là 1,2 m và cao nhất là 2 m. Các hệ thống kênh rạch tự nhiên khác, đa số chịu ảnh hưởng trực tiếp từ chế độ thủy văn của sông Sài Gòn như Rạch Tra, Rạch Sơn, Bến Mương,... Riêng chỉ có kênh Thầy Cai chịu ảnh hưởng chế độ thủy văn của sông Vàm Cỏ Đông. Nhìn chung hệ thống sông ngòi, kênh rạch trực tiếp chi phối chế độ thủy văn của huyện và nét nổi bật của dòng chảy cùng sự xâm nhập của thủy triều.

## Hành chính
Huyện Củ Chi có 21 đơn vị hành chính cấp xã trực thuộc, bao gồm thị trấn Củ Chi và 20 xã: An Nhơn Tây, An Phú, Bình Mỹ, Hòa Phú, Nhuận Đức, Phạm Văn Cội, Phú Hòa Đông, Phú Mỹ Hưng, Phước Hiệp, Phước Thạnh, Phước Vĩnh An, Tân An Hội, Tân Phú Trung, Tân Thạnh Đông, Tân Thạnh Tây, Tân Thông Hội, Thái Mỹ, Trung An, Trung Lập Hạ, Trung Lập Thượng.

## Lịch sử
Thời nhà Nguyễn, Củ Chi thuộc huyện Bình Dương, phủ Tân Bình, trấn Phiên An. Năm 1841, thuộc huyện Bình Long, phủ Tân Bình, tỉnh Gia Định (huyện Bình Long do một phần huyện Bình Dương tách ra).
Năm 1911, Củ Chi là một phần của quận Hóc Môn, tỉnh Gia Định. Năm 1957, Củ Chi trở thành quận của tỉnh Bình Dương, được thành lập trên cơ sở tách ba tổng: Long Tuy Thượng, Long Tuy Trung và Long Tuy Hạ, gồm mười bốn xã của quận Hóc Môn, tỉnh Gia Định.
Quận Củ Chi có ba tổng:
- Tổng Long Tuy Thượng có 06 xã: Phước Vĩnh Ninh, Tân Phú Trung, Bình Mỹ, Tân Hòa, Tân Thạnh Đông và Trung An;
- Tổng Long Tuy Trung có 04 xã: An Nhơn Tây, Nhuận Đức, Phú Hòa Đông và Phú Mỹ Hưng;
- Tổng Long Tuy Hạ có 04 xã: Tân An Hội, Phước Hiệp, Thái Mỹ và Trung Lập;

Quận lỵ đặt tại xã Tân An Hội.
Năm 1963, tỉnh Hậu Nghĩa được thành lập, nửa quận Củ Chi vẫn giữ tên cũ, thuộc tỉnh Hậu Nghĩa, nửa còn lại gọi là quận Phú Hoà, vẫn thuộc tỉnh Bình Dương.
- Quận Củ Chi (mới) gồm 06 xã: Tân An Hội, Phước Hiệp, Thái Mỹ, Trung Lập, Phước Vĩnh Ninh, Tân Phú Trung. Năm 1973 lập thêm xã Tân Thông Hội từ một phần xã Tân An Hội.
- Quận Phú Hòa gồm 08 xã: An Nhơn Tây, Bình Mỹ, Nhuận Đức, Phú Hòa Đông, Phú Mỹ Hưng, Tân Hòa, Tân Thạnh Đông và Trung An. Quận lỵ đặt tại Bến Cỏ, xã Phú Hòa Đông, sau dời về xã Tân Hòa. Năm 1972 chia xã Tân Hòa thành hai xã: Hòa Phú và Tân Thạnh Tây.

Sau ngày 30 tháng 4 năm 1975 quận Củ Chi của tỉnh Hậu Nghĩa hợp với quận Phú Hòa, tỉnh Bình Dương thành huyện Củ Chi, thuộc Thành phố Hồ Chí Minh. Đồng thời đổi tên xã Phước Vĩnh Ninh thành Phước Vĩnh An.
Ngày 20 tháng 5 năm 1976, chính quyền lập thêm hai xã mới: Phạm Văn Cội 1 (từ phần đất cắt ra của xã Nhuận Đức) và Phạm Văn Cội 2 (từ các phần đất cắt ra của các xã Phú Mỹ Hưng và An Nhơn Tây). Như thế huyện Củ Chi bao gồm 18 xã: An Nhơn Tây, Bình Mỹ, Hòa Phú, Nhuận Đức, Phạm Văn Cội 1, Phạm Văn Cội 2, Phú Hòa Đông, Phú Mỹ Hưng, Phước Hiệp, Phước Vĩnh An, Tân An Hội, Tân Phú Trung, Tân Thạnh Đông, Tân Thạnh Tây, Tân Thông Hội, Thái Mỹ, Trung An và Trung Lập.
Ngày 11 tháng 7 năm 1983: 
- Chia xã Trung Lập thành hai xã: Trung Lập Thượng và Trung Lập Hạ
- Chia xã Phước Hiệp thành hai xã: Phước Hiệp và Phước Thạnh
- Đổi tên xã Phạm Văn Cội 1 thành Phạm Văn Cội
- Giải thể xã Phạm Văn Cội 2 để sáp nhập với 2 ấp: Phú Trung, Phú Bình của xã Phú Mỹ Hưng, 2 ấp: Xóm Chùa, Xóm Thuốc của xã An Nhơn Tây thành xã An Phú.

Ngày 1 tháng 2 năm 1985, thành lập thị trấn Củ Chi từ phần đất cắt ra của xã Tân An Hội.
Huyện Củ Chi có 1 thị trấn và 20 xã như hiện nay.
Ngày 16 tháng 6 năm 2025, Ủy ban Thường vụ Quốc hội ban hành Nghị quyết số 1685/NQ-UBTVQH15 (áp dụng từ ngày 30 tháng 6 năm 2025). Theo đó, giải thể huyện Củ Chi và sắp xếp lại các xã phường mới, cụ thể như sau:
- Xã An Nhơn Tây: Gồm các xã Phú Mỹ Hưng, An Phú và xã An Nhơn Tây.
- Xã Thái Mỹ: Gồm các xã Trung Lập Thượng, Thái Mỹ và xã Phước Thạnh.
- Xã Nhuận Đức: Gồm các xã Nhuận Đức, Trung Lập Hạ và xã Phạm Văn Cội.
- Xã Tân An Hội: Gồm các xã Phước Hiệp, Tân An Hội và Thị trấn Củ Chi.
- Xã Củ Chi: Gồm các xã Tân Phú Trung, Tân Thông Hội và xã Phước Vĩnh An.
- Xã Phú Hòa Đông: Gồm các xã Tân Thạnh Tây, Tân Thạnh Đông và xã Phú Hòa Đông.
- Xã Bình Mỹ: Gồm các xã Bình Mỹ, Trung An và xã Hòa Phú.

## Kinh tế
Vùng đất Củ Chi phát triển về cả nông nghiệp, công nghiệp và du lịch. Huyện có Khu công nghiệp Tây Bắc Củ Chi thu hút nhiều doanh nghiệp đầu tư trong và ngoài nước với tỷ lệ thuê đất đạt 98% tương đương 387 ha. Tại đây có trụ sở và nhà máy sản xuất của nhiều doanh nghiệp lớn trong và ngoài nước như trụ sở chính công ty Unilever Việt Nam, Nhà máy sản xuất Bia Sài Gòn (Sabeco), Xí nghiệp dệt may Hansae do chính phủ Hàn Quốc đầu tư, nhà máy sản xuất nệm cao su Vạn Thành,...
Huyện có Đường Xuyên Á nối với Campuchia qua Cửa khẩu kinh tế Mộc Bài của tỉnh Tây Ninh nên giao thương phát triển.
Hiện nay, Củ Chi có tổng cộng 4 Khu công nghiệp như sau:
- KCN Tây Bắc Củ Chi: Đường D3, xã Tân An Hội, huyện Củ Chi
- KCN Đông Nam Củ Chi: Xã Bình Mỹ & xã Hoà Phú, huyện Củ Chi
- KCN Tân Phú Trung: Quốc lộ 22, ấp Trạm Bơm, xã Tân Phú Trung, huyện Củ Chi
- KCN Cơ Khí Ô Tô: Tỉnh lộ 8, xã Hoà Phú, huyện Củ Chi.

Hiện nay trên địa bàn huyện Củ Chi đã và đang hình thành một số khu đô thị mới như khu đô thị Thiên Phú Garden, khu đô thị Bến Thành - Tây Bắc, khu đô thị Bella Vista City...

## Xã hội

### Giáo dục

#### Các trường THPT
| Tên trường                | Địa chỉ                                               | Hiệu trưởng     | Năm thành lập |
| ------------------------- | ----------------------------------------------------- | --------------- | ------------- |
| Trường THPT Củ Chi        | Tỉnh lộ 8, Khu phố 1, Thị trấn Củ Chi                 | Lê Thị Uyên     | 1962          |
| Trường THPT Quang Trung   | Tỉnh lộ 7 Ấp Phước An, Xã Phước Thạnh                 | Trần Hoàng Tịnh | 1989          |
| Trường THPT An Nhơn Tây   | Số 1290 Tỉnh lộ 7, Xã An Nhơn Tây                     | Nguyễn Thị Loan | 1976          |
| Trường THPT Trung Phú     | Số 1318 Tỉnh lộ 8, Xã Tân Thạnh Đông                  | Lê Đức Chinh    | 1965          |
| Trường THPT Trung Lập     | Số 91/3 Trung Lập, Ấp Trung Bình, Xã Trung Lập Thượng | Võ Thị Kim Bỉ   | 2001          |
| Trường THPT Phú Hòa       | Huỳnh Thị Bẳng, Ấp Phú Lợi, Xã Phú Hòa Đông           | Nguyễn Hữu Thọ  | 2003          |
| Trường THPT Tân Thông Hội | Đường Suối Lội, Ấp Bầu Sim, Xã Tân Thông Hội          | Châu Văn Khoăn  | 2003          |

#### Các trường THCS
| STT          | Tên trường                 | Thành lập    | Địa chỉ                            | Hiệu trưởng  | Ghi chú và Website                   |
| Huyện Củ Chi | Huyện Củ Chi               | Huyện Củ Chi | Huyện Củ Chi                       | Huyện Củ Chi | Huyện Củ Chi                         |
| ------------ | -------------------------- | ------------ | ---------------------------------- | ------------ | ------------------------------------ |
| 1            | Trường THCS Tân Phú Trung  |              | 4, đường 77, xã Tân Phú Trung      |              | https://thcstanphutrung.hcm.edu.vn/  |
| 2            | Trường THCS Tân Thông Hội  | 1963         | Đường 28, xã Tân Tân Thông Hội     |              | https://thcstanthonghoi.hcm.edu.vn/7 |
| 3            | Trường THCS Phạm Văn Cội   |              | Xã Phạm Văn Cội                    |              | https://thcsphamvancoi.hcm.edu.vn/   |
| 4            | Trường THCS Hoà Phú        |              | Xã Hoà Phú                         |              | https://thcshoaphu.hcm.edu.vn/       |
| 5            | Trường THCS An Nhơn Tây    |              | Xã An Nhơn Tây                     |              | https://thcsannhontay.hcm.edu.vn/    |
| 6            | Trường THCS Phước Thạnh    |              | Xã Phước Thạnh                     |              | https://thcsphuocthanh.hcm.edu.vn/   |
| 7            | Trường THCS Bình Hoà       |              |                                    |              | https://thcsbinhhoa.hcm.edu.vn/      |
| 8            | Trường THCS Thị Trấn 2     |              | Đường Lê Vĩnh Huy, Thị trấn Củ Chi |              | https://thcsthitran2.hcm.edu.vn/     |
| 9            | Trường THCS Tân Tiến       |              | Ấp Tân Tiến, xã Tân Thông Hội      |              | https://thcstantien.hcm.edu.vn/      |
| 10           | Trường THCS Phước Hiệp     |              | Xã Phước Hiệp                      |              | https://thcsphuochiep.hcm.edu.vn/    |
| 11           | Trường THCS Nhuận Đức      |              | xã Nhuận Đức                       |              | https://thcsnhuanduc.hcm.edu.vn/     |
| 12           | Trường THCS Trung Lập Hạ   |              | Xã Trung Lập Hạ                    |              | https://thcstrunglapha.hcm.edu.vn/   |
| 13           | Trường THCS Tân An Hội     | 2011         | Xã Tân An Hội                      |              | https://thcstananhoi.hcm.edu.vn/     |
| 14           | Trường THCS Tân Thạnh Đông |              | Xã Tân Thạnh Đông                  |              | https://thcstanthanhdong.hcm.edu.vn/ |
| 15           | Trường THCS Thị Trấn       |              | Thị Trấn Củ Chi                    |              | https://thcsthitrancuchi.hcm.edu.vn/ |
| 16           | Trường THCS Phú Hoà Đông   |              | Xã Phú Hòa Đông                    |              | https://thcsphuhoadong.hcm.edu.vn/   |
| 17           | Trường THCS Phước Vĩnh An  |              | Xã Phước Vĩnh An                   |              | https://thcsphuocvinhan.hcm.edu.vn/  |
| 18           | Trường THCS Tân Thạnh Tây  |              | Xã Tân Thạnh Tây                   |              | https://thcstanthanhtay.hcm.edu.vn   |
| 19           | Trường THCS Trung Lập      |              | Xã Trung Lập                       |              | https://thcstrunglap.hcm.edu.vn/     |
| 20           | Trường THCS An Phú         |              | Xã An Phú                          |              | https://thcsanphucuchi.hcm.edu.vn/   |
| 21           | Trường THCS Trung An       |              | Xã Trung An                        |              | https://thcstrungan.hcm.edu.vn/      |
| 22           | Trường THCS Phú Mỹ Hưng    |              | Xã Phú Mỹ Hưng                     |              | https://thcsphumyhung.hcm.edu.vn/    |
| 23           | Trường THCS Nguyễn Văn Xơ  |              |                                    |              | https://thcsnguyenvanxo.hcm.edu.vn/  |
| 24           | Trường TH-THCS Tân Trung   |              |                                    |              | https://th-thcstantrung.hcm.edu.vn/  |

## Văn hóa

### Truyền thống cách mạng
Vùng đất Củ Chi đóng nhiều vai trò quan trọng trong 2 cuộc kháng chiến của dân tộc Việt Nam. Trong kháng chiến chống Mỹ, Củ Chi đóng vai trò là vành đai Tây Bắc, là cứ điểm quan trọng và là căn cứ địa vững chắc của Khu uỷ, Quân khu Sài Gòn - Gia Định. Sau cuộc kháng chiến, Củ Chi có 35.000 gia đình chính sách; 2.128 Bà mẹ Việt Nam Anh hùng; 33 Anh hùng Lực lượng vũ trang nhân dân, Anh hùng Lao động và hơn 10.000 liệt sĩ.
Khu di tích cách mạng địa đạo Củ Chi tại xã Phú Mỹ Hưng và xã Nhuận Đức đã được công nhận là Di tích Lịch sử Văn hoá cấp Quốc gia vào năm 1979 và năm 2004
Năm 1967, Ủy ban Trung ương Mặt trận Dân tộc Giải phóng miền Nam Việt Nam tuyên dương và trao tặng huyện Củ Chi danh hiệu "Đất Thép Thành Đồng" và tặng thưởng Huân chương Thành đồng hạng Ba tại Đại hội Anh hùng, chiến sĩ thi đua và dũng sĩ các lực lượng vũ trang nhân dân giải phóng toàn miền Nam lần thứ hai vào ngày 17/9/1967
Huyện Củ Chi có địa đạo Củ Chi nổi tiếng trong thời kỳ Chiến tranh Việt Nam. Củ Chi cũng có Đền tưởng niệm Bến Dược - Củ Chi. Hiện nay địa đạo Củ Chi được bảo tồn ở hai khu vực: Bến Dược (thuộc xã Phú Mỹ Hưng), Bến Đình (thuộc xã Nhuận Đức). Địa đạo Củ Chi là một hệ thống phòng thủ trong lòng đất ở huyện Củ Chi, cách Thành phố Hồ Chí Minh 70 km về hướng tây-bắc. Hệ thống này được Mặt trận Dân tộc Giải phóng miền Nam Việt Nam đào trong thời kỳ Chiến tranh Đông Dương và Chiến tranh Việt Nam. Hệ thống địa đạo bao gồm bệnh xá, nhiều phòng ở, nhà bếp, kho chứa, phòng làm việc, hệ thống đường ngầm dưới lòng đất. Hệ thống địa đạo dài khoảng 200 km và có các hệ thống thông hơi vào vị trí các bụi cây. Địa đạo Củ Chi được xây dựng trên vùng đất được mệnh danh là "đất thép", nằm ở điểm cuối Đường mòn Hồ Chí Minh. Trong Chiến dịch Tết Mậu Thân 1968, Mặt trận Dân tộc Giải phóng miền Nam Việt Nam đã sử dụng hệ thống địa đạo này để tấn công vào Sài Gòn.

### Bài hát
- Củ Chi Đất Lửa Hoa Hồng - Cao Minh
- Em Hát Trăng Củ Chi - Thanh Thuý
- Hoa Hồng Trên Đất Thép - Minh Vương, Phương Hồng Thuỷ
- Tình Đất Củ Chi - Đào Đức
- Về Thăm Bến Dược Củ Chi - Minh Vương.

## Du lịch
Huyện Củ Chi nằm trong tuyến đường du lịch di sản của TP.HCM với di tích lịch sử Địa đạo Củ Chi nổi tiếng nằm ở 2 xã Phú Mỹ Hưng và Nhuận Đức. Ngoài ra, huyện cũng là điểm đến trung chuyển trên tuyến điểm du lịch TP.HCM - Toà thánh Tây Ninh - Cửa khẩu Mộc Bài, được nhiều du khách lựa chọn với các lịch trình di chuyển trong ngày. Hiện nay, với lợi thế là các nhà vườn trồng cây ăn trái và cảnh quan đồng quê phát triển, huyện Củ Chi bắt đầu xuất hiện 1 số loại hình du lịch mới bao gồm qua đêm tại vườn (Farmstay), du lịch nghỉ dưỡng,...

### Đặc sản

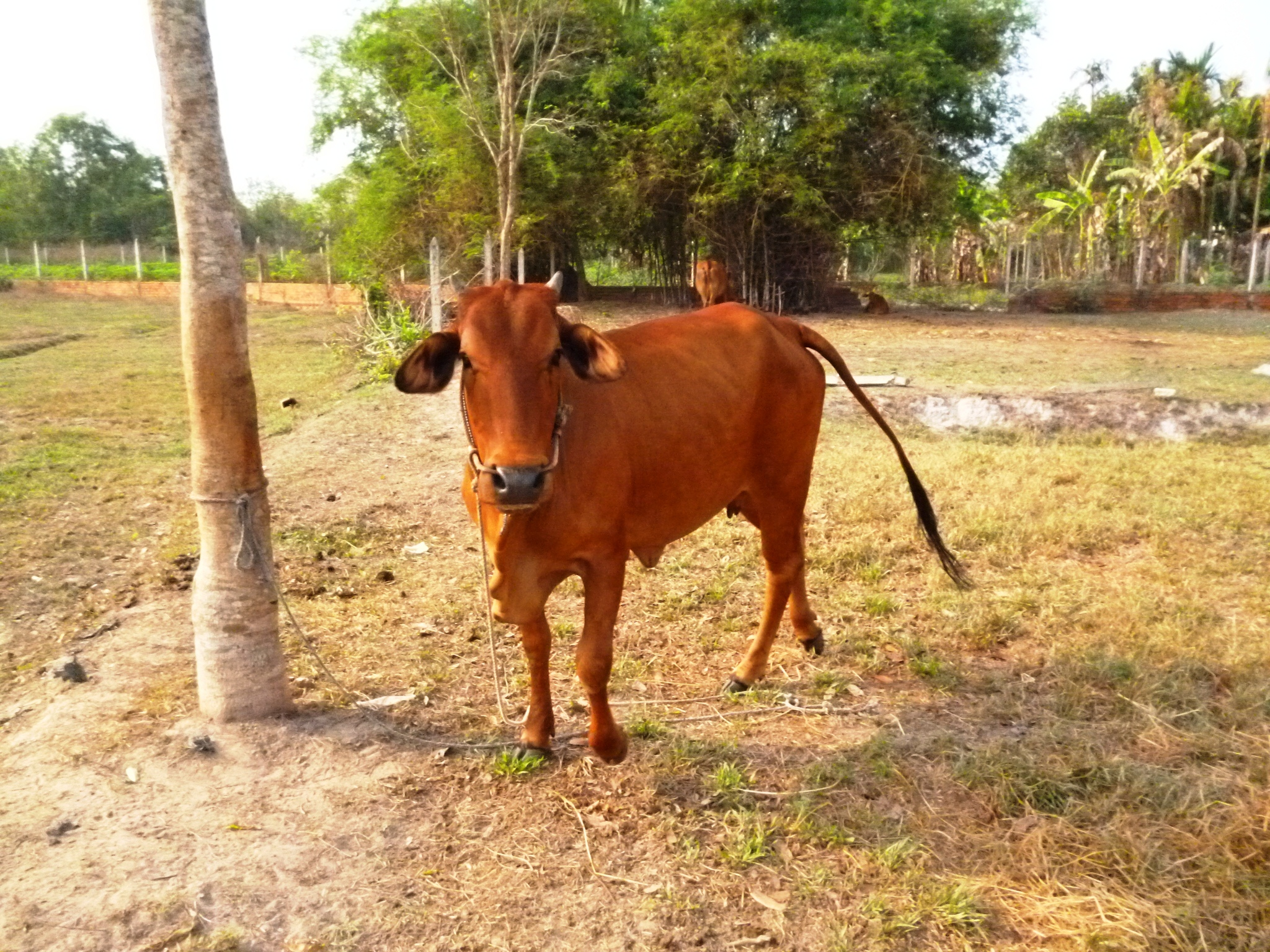
Hình chụp một con bò tơ ở Củ Chi

Những con bê khoảng 5 tháng tuổi được gọi là bò tơ và bò tơ đặc sản vùng Củ Chi, những quán đặc sản bò tơ như quán Xuân Đào, Hồng Đào trên quốc lộ 22, hướng từ Củ Chi về lại Thành phố Hồ Chí Minh. Thịt bê ở đây được tuyển chọn rất kỹ lưỡng từ những con bò tơ đủ độ tuổi nhất định, lúc đó thịt bò mềm, tươi và ngon. Miếng bò ở đây được lấy từ khúc thịt ngon nhất, sau đó cắt thành những khoanh tròn không quá mỏng, bằng một nửa bàn tay, rồi luộc lên. Khi chín thịt rất chắc, thơm và ngọt. Thịt bò được cắt thành miếng vuông nhỏ, ướp gia vị đậm đà, dùng xiên que xâu vào xen kẽ với hành tây, đem nướng lên tỏa mùi thơm.
Bò tơ phổ biến nhất là món bò luộc, được cuộn lại cùng rau rừng bằng bánh tráng, thịt bò tơ được chế biến thành rất nhiều món khác nhau, tăng thêm sự lựa chọn khi thực khách muốn đổi món như bò nhúng hèm, bò nướng vỉ, chả đùm bò, lòng bò hấp gừng, bờ tơ nướng lụi còn có món bò tơ kho sả ăn với cơm cháy và món bò tơ nướng mọi và bò tơ kho sả nguyên liệu với đầy đủ thịt và gân bò, ăn chung với cơm cháy, bò tơ nướng mọi tức là chỉ có thịt bò tơ tươi nướng cùng lửa trên bếp than hồng chứ không qua bất cứ công đoạn chế biến nào khác, khoảng 500gr thịt bò tươi sẽ được mang ra với dạng nguyên khối và vừa ăn, vừa xẻ thịt, vừa nướng ngoài ra còn bò tơ nướng mè với những chỗ thịt ngon như đùi, thăn rồi thái đều từng miếng mỏng vừa ăn ướp với ít hạt nêm, tiêu, dầu, hành tỏi băm và hạt mè  và món cháo dựng bò trong cháo có gân bò, móng bò nấu với đậu phộng, đậu xanh, đậu trắng, khoai, củ mì, khi cháo sôi thả rau má, mồng tơi, cải to, ăn ngọt và mát.
Ngoài ra ở xã như là Tân Thạnh Đông có truyền thống trồng cây thuốc và nở rộ gần đây là chăn nuôi bò sữa. Xã Phú Hòa Đông,Tân Thạnh Tây có nghề làm báng tráng rất phát triển. Ngoài ra khi nhắc đến Củ Chi, củ mì cũng là một món đặc sản nổi tiếng.
Ngoài ra khi nhắc đến Củ Chi, củ mì cũng là một món đặc sản nổi tiếng vì đây là một loại củ mà khi xưa bộ đội ta hay sử dụng để cứu đói. Củ mì luộc lá dứa chấm muối mè được xem là một món không thể không thử đối với du khách khi đến địa đạo Củ Chi. Ngoài ra, củ mì được dằm nhuyễn cuộn với thịt luộc và rau sống cũng là một món độc đáo.

## Giao thông
Có quốc lộ 22, đường xuyên Á (AH1) và đường vành đai 3 và 4 đi qua. Ngoài ra, còn có Bến xe Củ Chi.

### Hệ thống đường sắt đô thị
■ Tuyến số 2 (Đang xây dựng/giải phóng mặt bằng): (Hóc Môn) ← Ga An Hạ - Ga Hương lộ 2 ... - Ga Tỉnh lộ 7
Tuyến metro số 8,11 (đang quy hoạch/dự án)

### Đường phố
Gồm các đường đặt tên số, và các tên chữ dưới đây:
| An Nhơn Tây Ba Sa Bà Thiên Bàu Giã Bàu Lách Bàu Trâm Bàu Tre Bến Cỏ Bến Đình Bến Đường Cát Bến Sình Bến Súc Bến Than Bình Mỹ Bùi Thị Bùng Bùi Thị Điệt Bùi Thị He Bùi Thị Lành Bùi Thị Mộng Bùi Thị Ngọn Can Trường Cao Thị Bèo Cao Thị Đáo Cao Thị Đậu Cá Lăng Cây Bài Cây Da Cây Gõ Cây Trắc Cây Trôm Cây Trôm - Mỹ Khánh Dụ Thị Hồi Dương Thị Hèn Dương Thị Phua Dương Thị Tèn Dương Thị Yêm Đào Thị Thơm Đào Văn Thử Đặng Thị Bìa Đặng Thị Chính Đặng Thị Nguyên Đặng Thị Thưa Đặng Thị Tô Đinh Thị Kiệm Đình Kiếp Đoàn Triết Minh Đoàn Thị Mối Đồng Thị Thiệm Đỗ Đăng Độ Đỗ Đăng Tuyển Đỗ Đình Nhân Đỗ Ngọc Du Đỗ Quang Cơ Đỗ Thị Chuồi Đỗ Thị Có Đỗ Thị Nam Đỗ Thị Phố Đỗ Thị Sân Đỗ Thị Xích Giáp Hải Giồng Cát Gốc Rưng | Hà Duy Phiên Hà Thị Kiểm Hà Văn Lâu Hoàng Bá Huân Hồ Thị Bưng Hồ Thị Dẹp Hồ Thị Gừng Hồ Thị Lai Hồ Văn Tắng Hồng Thị Thao Hố Bò Huỳnh Minh Mương Huỳnh Thị Bẳng Huỳnh Thị Chính Huỳnh Thị Cưỡng Huỳnh Thị Dần Huỳnh Thị Đát Huỳnh Thị Huề Huỳnh Thị Ợt Huỳnh Thị Quyến Huỳnh Thị Thơm Huỳnh Thị Vân Huỳnh Thị Xăng Huỳnh Thị Xưa Huỳnh Văn Cọ Hứa Thị Hôn Kênh Đen Kênh Đông Kim Cương Láng Cát Giồng Sao Láng The Lê Cẩn Lê Đức Linh Lê Minh Nhựt Lê Thị Ân Lê Thị Bay Lê Thị Chính Lê Thị Chì Lê Thị Chừng Lê Thị Dệt Lê Thị Đảo Lê Thị Giót Lê Thị Hổi Lê Thị Khánh Lê Thị Kịa Lê Thị Lơn Lê Thị Ngà Lê Thị Nghiên Lê Thị Nghĩ Lê Thị Nửa Lê Thị Rạch Lê Thị Sắc Lê Thị Sắt Lê Thị Sến Lê Thị Siêng Lê Thị Sọc Lê Thị Vui Lê Thọ Xuân Lê Vĩnh Huy Liêu Bình Hương Linh Quang Vinh Lưu Khai Hồng Lý Huỳnh Lý Thị Chừng Lý Thị Huê Lý Thị Xâm | Mai Thị Buội Mai Thị Chứng Mỹ Khánh Ngô Thị Nào Ngô Thị Phện Ngô Thị Phiện Ngô Trí Hòa Nguyễn Đại Năng Nguyễn Đình Huân Nguyễn Giao Nguyễn Kim Cương Nguyễn Phong Sắc Nguyễn Phú Trú Nguyễn Thị Bâu Nguyễn Thị Bền Nguyễn Thị Bi Nguyễn Thị Bưng Nguyễn Thị Cần Nguyễn Thị Chắc Nguyễn Thị Châu Nguyễn Thị Chiên Nguyễn Thị Chiếu Nguyễn Thị Chì Nguyễn Thị Chuẩn Nguyễn Thị Chuỗi Nguyễn Thị Da Nguyễn Thị Dòn Nguyễn Thị Dồi Nguyễn Thị Dưỡng Nguyễn Thị Đát Nguyễn Thị Đặng Nguyễn Thị Đây Nguyễn Thị Đó Nguyễn Thị Hai Nguyễn Thị He Nguyễn Thị Hé Nguyễn Thị Hẹ Nguyễn Thị Kéo Nguyễn Thị Kiệp Nguyễn Thị Lan Nguyễn Thị Lắm Nguyễn Thị Lắng Nguyễn Thị Lộc Nguyễn Thị Lừa Nguyễn Thị Măng Nguyễn Thị My Nguyễn Thị Náo Nguyễn Thị Nà Nguyễn Thị Nâu Nguyễn Thị Nê Nguyễn Thị Nếp Nguyễn Thị Nghiêm Nguyễn Thị Ngoạn Nguyễn Thị Ngọt Nguyễn Thị Nhia Nguyễn Thị Nhu Nguyễn Thị Nhúng Nguyễn Thị Nhương Nguyễn Thị Nỉ Nguyễn Thị Nị Nguyễn Thị Nữa Nguyễn Thị Ny Nguyễn Thị Phia Nguyễn Thị Quá | Nguyễn Thị Quơ Nguyễn Thị Quyên Nguyễn Thị Rành Nguyễn Thị Rạng Nguyễn Thị Rõ Nguyễn Thị Rư Nguyễn Thị Sảng Nguyễn Thị Se Nguyễn Thị Sửa Nguyễn Thị Sương Nguyễn Thị Tấm Nguyễn Thị Thảnh Nguyễn Thị Thạo Nguyễn Thị Thắng Nguyễn Thị Thi Nguyễn Thị Thở Nguyễn Thị Thôn Nguyễn Thị Thương Nguyễn Thị Tiếp Nguyễn Thị Tiệp Nguyễn Thị Triệu Nguyễn Thị Trong Nguyễn Thị Vui Nguyễn Thị Xạnh Nguyễn Văn Hoài Nguyễn Văn Khạ Nguyễn Văn Nì Nguyễn Văn On Nguyễn Văn Tiệp Nguyễn Văn Tỷ Nguyễn Viết Xuân Nhuận Đức Nhữ Tiến Hiến Ninh Tốn Ông Ích Đường Phạm Hữu Tâm Phạm Phú Tiết Phạm Thị Điệp Phạm Thị Điệu Phạm Thị Gắng Phạm Thị Liền Phạm Thị Quới Phạm Thị Rực Phạm Thị Than Phạm Thị Thàng Phạm Thị Thung Phạm Thị Trăm Phạm Thị Trích Phạm Thị Xạ Phạm Văn Chèo Phạm Văn Cội Phan Thị Cộng Phan Thị Hối Phan Thị Sện Phan Thị Sửu Phan Văn Khải Phú Hiệp Phú Thuận Phùng Thị Liếu Sông Lu Suối Lội | Tam Tân Tân Bình Tăng Thị Hội Tỉnh lộ 15 Tỉnh lộ 2 Tỉnh lộ 8 Tỉnh lộ 7 Trần Thị Bàu Trần Thị Cẩm Trần Thị Chọn Trần Thị Dư Trần Thị Hải Trần Thị Hiếu Trần Thị Hồ Trần Thị Hy Trần Thị Khoe Trần Thị Kiều Trần Thị Lan Trần Thị Lộc Trần Thị Lơn Trần Thị Ngần Trần Thị Ngon Trần Thị Nị Trần Thị Rộng Trần Thị Thuận Trần Thị Tia Trần Thị Tua Trần Thị Triên Trần Thị Trò Trần Thị Xong Trần Tử Bình Trần Văn Chẩm Trình Thị Gắt Trung An Trung Hưng Trung Lập Trung Viết Trương Thị Buôn Trương Thị Kiện Trương Thị Nguýt Trương Thị Thơm Võ Thị Bàng Võ Thị Dòn Võ Thị Du Võ Thị Đống Võ Thị Hết Võ Thị Hồng Võ Thị Lia Võ Thị Lòng Võ Thị Lợi Võ Thị Mận Võ Thị Mẹo Võ Thị Nghỉ Võ Thị Nhúa Võ Thị Trái Võ Văn Bích Võ Văn Điều Vũ Duy Chí Vũ Tụ |

## Danh nhân
- "Má Tám trầu" Nguyễn Thị Rành - Anh hùng Lực lượng Vũ trang Nhân dân, Bà mẹ Việt Nam Anh hùng, chiến sĩ cách mạng thời kỳ kháng chiến chống Mỹ, có 8 người con và 2 người cháu đều là liệt sĩ hy sinh trong 2 cuộc kháng chiến chống Pháp và chống Mỹ. Tượng của bà được dựng trang trọng trong khuôn viên Bảo tàng Phụ nữ Nam Bộ. Quê ở xã Phước Hiệp
- Phan Văn Khải - nguyên Thủ tướng Chính phủ nước Cộng hòa xã hội chủ nghĩa Việt Nam - quê ở xã Tân Thông Hội.
- Đại tá Lý Đại Bàng - Anh hùng Lực lượng Vũ trang Nhân dân, Trưởng phòng Cảnh sát điều tra về tội phạm ma tuý (PC47) Công an TP.HCM. Quê ở Thị trấn Củ Chi
- Lê Minh Trí - Chánh án Toà án Nhân dân Tối cao, Nguyên Viện trưởng Viện kiểm sát nhân dân tối cao nhiệm kỳ 2016 - 2024 và là đại biểu quốc hội Việt Nam khóa XIV nhiệm kì 2016-2021.[14] Quê ở xã Tân Thông Hội
- Thiếu tướng Đào Công Danh - Phó Giám đốc Công an Thành phố Hồ Chí Minh [15]
- Đại tá Đoàn Văn Chón - Phó Giám đốc Công an Thành phố Hồ Chí Minh [15]
- Đại tá Nguyễn Thanh Hưởng - Phó Giám đốc Công an Thành phố Hồ Chí Minh [15]
- Đại tá Trần Cường- Nguyên phó Giám đốc Công an Thành phố Hồ Chí Minh, chủ nhiệm câu lạc bộ Công an Hưu Trí Thành phố Hồ Chí Minh
- Thượng tướng Phan Trung Kiên - Anh hùng Lực lượng Vũ trang Nhân dân, Thứ trưởng Bộ Quốc phòng
- Mai Lương Khôi - thứ trưởng Bộ Tư pháp
- Nguyễn Văn Hiếu - Giám đốc Sở GD & ĐT TP.HCM. Quê ở xã Phước Hiệp
- Võ Văn Điều - Anh hùng Lực lượng Vũ trang Nhân dân, Tiểu đoàn trưởng Tiểu đoàn 261, hy sinh trong trận Ấp Bắc (Đồng Khởi, Bến Tre). Quê ở xã Phước Hiệp
- Kiều Văn Niết - Anh hùng Lực lượng Vũ trang Nhân dân, Đội trưởng Đội thông tin Trung đoàn 2 An ninh vũ trang (tiền thân là Trung đoàn Đất Thép). Quê ở xã Thái Mỹ
- Nguyễn Thị Nê - Anh hùng Lực lượng Vũ trang Nhân dân, Đội trưởng Trung đội Du kích Củ Chi. Quê ở xã Phú Hòa Đông.